# Амузу, Франсис
Франсис Апелет Амузу (нидерл. Francis Apelete Amuzu; родился 23 августа 1999 года в Аккра, Гана) — бельгийский футболист ганского происхождения, нападающий клуба «Гремио».

## Клубная карьера
Амузу — воспитанник клуба «Андерлехт». 22 декабря 2017 года в матче против «Эйпена» он дебютировал в Жюпиле лиге. В этом же поединке Франсис забил свой первый гол за «Андерлехт».

## Международная карьера
В 2019 году в составе молодёжной сборной Бельгии Амузу принял участие в молодёжном чемпионате Европы в Италии и Сан-Марино. На турнире он сыграл в матчах против команд Польши и Испании.